# Time Capsule: Songs for a Future Generation
Time Capsule: Songs For a Future Generation – album z największymi przebojami zespołu The B-52’s wydany w 1998.

## lista utworów
1. „Planet Claire”
2. „52 Girls"
3. „Rock Lobster” (single edit)
4. „Party out of Bounds”
5. „Strobelight"
6. „Private Idaho”
7. „Quiche Lorraine"
8. „Mesopotamia” (remix)
9. „Song for a Future Generation”
10. „Summer of Love” (Original Unwydany Mix)
11. „Channel Z”
12. „Deadbeat Club”
13. „Love Shack”
14. „Roam”
15. „Good Stuff”
16. „Is That You Mo-Dean?” (edit)
17. „Debbie” (new recording)
18. „Hallucinating Pluto” (new recording)

## Listy przebojów
| Lista (1998)       | Najwyższa pozycja |
| ------------------ | ----------------- |
| U.S. Billboard 200 | 93                |